# S:t Laurentii församling

S:t Laurentii församlings vapen.

S:t Laurentii församling var en församling i Linköpings stift inom Svenska kyrkan i Söderköpings kommun. Församlingen uppgick 2005 tillsammans med Drothems församling och Skönberga församling i Söderköpings församling som återanvände namnet som varit S:t Laurentiis namn till 1953. Församlingen uppgick 2010 i Söderköping S:t Anna församling.
Församlingskyrka var Sankt Laurentii kyrka.

## Administrativ historik
Församlingen har medeltida ursprung under namnet Söderköpings församling.
1528 införlivade församlingen  S:t Aegidii församling (S:t Ilians församling) som troligen var Söderköpings ursprungliga församling.
Församlingen utgjorde till 1629 ett eget pastorat. Från 1629 till senast 1639 var den moderförsamling i pastoratet Söderköping och Drothem. Från senast 1639 till 1653 var församlingen moderförsamling i pastoratet Söderköping, Drothem och Skönberga. Från 1653 till 2005 moderförsamling i pastoratet Söderköping (från 30 januari 1953 S:t Laurentii) och Skönberga som 1962 utökades med Drothems församling. Församlingen uppgick 2005 i en församling som återanvände namnet Söderköpings församling. Den församlingen uppgick 2010 i Söderköping S:t Anna församling. Memsängen 1:1 överfördes 1978 till församlingen från Tåby församling.
Församlingskod var 058201.

## Kyrkoherdar
| Ämbetstid  | Namn                                 | Levnadstid | Övrigt                                                  |
| ---------- | ------------------------------------ | ---------- | ------------------------------------------------------- |
| 1287       | Thwlpho                              |            |                                                         |
| 1294       | Ragvaldus Anundi                     |            |                                                         |
| 1325       | Arnolphus                            |            |                                                         |
| 1368       | Lars Petersson                       |            |                                                         |
| 1370-talet | Birger                               |            |                                                         |
| 1391       | Herman Bagga                         |            |                                                         |
| 1409       | Erlendus                             |            |                                                         |
|            | Benedictus Nicolai                   |            |                                                         |
| 1463-      | Andreas                              |            | Curatus.                                                |
| 1471       | Christmannus Andreae                 |            | Curatus.                                                |
| 1493       | Mattis                               |            |                                                         |
| 1506       | Hans Jacobi                          |            |                                                         |
| 1525       | Magnus                               |            |                                                         |
| 1529       | Nicolaus Canuti                      |            |                                                         |
| 1538-      | Joannes                              |            |                                                         |
|            | Erik Falk                            | 1479-1569  | Senare biskop i Linköpings stift.                       |
| 1547       | Hans                                 |            |                                                         |
| 1552-      | Ericus Petri                         |            |                                                         |
| 1558       | Nicolaus Canuti                      |            | Senare biskop i Linköpings stift.                       |
| 1568       | Nicolaus Caroli                      |            |                                                         |
| 1575–1581  | Petrus Oelandus                      | 1531-1631  | Senare biskop i Västerås stift och Linköpings stift.    |
| 1584-1588  | Magnus Olavi (Gevalensis, Buraeus)   | -1588      |                                                         |
| 1589-1590  | Matthias Olavi (Gevalensis, Buraeus) | -1590      |                                                         |
| 1591–1637  | Johannes Prytz                       | 1550–1637  | Prost och kontraktsprost.                               |
| 1639–1642  | Petrus Bjugg                         | 1587–1656  | Kontraktsprost. Senare biskop i Viborgs stift.          |
| 1644–1651  | Samuel Enander                       | 1607–1670  | Senare biskop i Linköpings stift.                       |
| 1651–1659  | Johannes Lothigius                   | 1604–1668  | Senare kyrkoherde i Sankt Olofs församling, Norrköping. |
| 1659–1672  | Laurentius Laurinus                  | 1613–1672  | Kontraktsprost.                                         |
| 1672–1701  | Christiernus Christophori            | 1623–1701  | Kontraktsprost.                                         |
| 1701–1711  | Constans Collin                      | 1656–1711  | Kontraktsprost.                                         |
| 1712–1723  | Simon Löfgren                        | 1661-1723  | Kontraktsprost.                                         |
| 1725–1737  | Petrus Lithzenius                    | 1663–1737  | Kontraktsprost.                                         |
| 1738–1749  | Carl Echman                          | 1686–1749  | Kontraktsprost.                                         |
| 1750–1764  | Petrus Wadmark                       | 1699–1764  | Kontraktsprost.                                         |
| 1765–1784  | Jonas Petri Breding                  | 1725–1784  | Prost och kontraktsprost.                               |
| 1784-1820  | Anders Norberg                       | 1745-1820  |                                                         |
| 1822-1824  | Gustaf Abraham Silverstolpe          | 1772-1824  |                                                         |
| 1825-1835  | Johan Tranér                         | 1770-1835  |                                                         |
| 1839–1856  | Petter Nejdel                        | 1794–1856  |                                                         |
| 1858-1889  | Carl Magnus Joachim Petrelli         | 1806-1889  |                                                         |
| 1894–1901  | Gustaf Svenson                       | 1852–1933  | Senare kyrkoherde i Eksjö stadsförsamling.              |
| 1902-1934  | Hugo Ulander                         | 1861-1937  | Kontraktsprost.                                         |
| 1938–1959  | Arthur Adell                         | 1894–1962  | [ 5 ]                                                   |
| 1977–1984  | Per Kjellgren                        | 1932–      | [ 6 ]                                                   |

### Komministrar
| Ämbetstid | Namn                        | Levnadstid | Övrigt                                           |
| --------- | --------------------------- | ---------- | ------------------------------------------------ |
| 1549      | Oluff Joannis               |            |                                                  |
|           | Nicolaus Jonae              |            | Senare kyrkoherde i Gärdserums församling.       |
| 1566–1568 | Joen Petri Klint            | –1608      | Senare kyrkoherde i Östra Stenby församling.     |
| 1587-1593 | Johannes Petri Gothus       |            |                                                  |
| 1593      | Olaus                       |            |                                                  |
| 1605–1610 | Israel Svenonis             | –1650      | Senare kyrkoherde i Åtvids församling.           |
| 1611–1615 | Ericus Prytz                | 1587–1637  | Senare kyrkoherde i Kuddby församling.           |
| 1615–1625 | Matthias Hendrici           | 1587–1634  | Senare kyrkoherde i Hällestads församling.       |
| 1622–1629 | Johannes Laurentii Brask    | 1588–1656  | Senare kyrkoherde i Veta församling.             |
| 1629      | Sigfridus Jonae Gråberus    |            | Senare hospitalssyssloman i Drothems församling. |
| 1635-1642 | Eschillus Jonae Gråberus    | -1642      |                                                  |
| 1643      | Benedictus Fonthelius       | –1665      | Senare kyrkoherde i Skällviks församling.        |
| 1649      | Sveno Bangius (Bånge)       |            | Senare kyrkoherde i Ukna församling.             |
| 1651–1655 | Olavus Wigius               | 1610–1700  | Senare kyrkoherde i Tryserums församling.        |
| 1655–1662 | Olavus Bodinus              | 1625–1691  | Senare kyrkoherde i Västerviks församling.       |
| 1663–1672 | Melchior Glatte             | –1693      | Senare kyrkoherde i Östra Eneby församling.      |
| 1672-1688 | Petrus Holmérus             | 1646–1688  |                                                  |
| 1690–1700 | Olavus Printz               | 1667–1712  | Senare kyrkoherde i Drothems församling.         |
| 1700–1705 | Johannes Zerl               | 1677–1748  | Senare kyrkoherde i Ekeby församling.            |
| 1705-1711 | Johannes Dahlstrand         | 1674–1711  |                                                  |
| 1712-1715 | Andreas Nicolai Söderstrand | –1715      |                                                  |
| 1716-1731 | Sven Erelius                | 1687–1731  |                                                  |
| 1735-1751 | Eric Regnér                 | 1694–1751  |                                                  |
| 1752-1766 | Jöns Haegermark             | 1713–1766  |                                                  |
| 1766-1770 | Pehr Aurin                  | 1731–1770  |                                                  |
| 1771–1781 | Johan Widén                 | 1739–1813  | Senare kyrkoherde i Västerlösa församling.       |
| 1781–1790 | Johan Schenmark             | 1753–1837  | Senare kyrkoherde i Konungsunds församling.      |
| 1789      | Jonas Wagner                | 1748–1803  | Senare komminister i Västra Husby församling.    |
| 1794–1809 | Anders Gabriel Schelin      | 1765–1831  | Senare kyrkoherde i Vists församling.            |
| 1809      | Johan Anders Adlerz         | 1772–1827  | Senare kyrkoherde i Gryts församling.            |
| 1826–1830 | Nils Gustaf Fischer         | 1791–1866  | Senare kyrkoherde i Östra Skrukeby församling.   |
| 1830–1861 | Jean Wathier de Besche      | 1800–1879  | Senare kyrkoherde i Drothems församling.         |
| 1861–     | Wilhelm Erik Aspegrén       | 1827-1892  | Senare kyrkoherde i Motala församling.           |
| 1875      | Karl August Ydén            |            | Senare kyrkoherde i Målilla församling.          |
| 1888      | Ernst Richard Peterson      |            | Senare kyrkoherde i Skärkinds församling.        |
| 1892-1909 | Carl Johan Rydberg          | 1848–1909  |                                                  |
| 1911-     | Karl Gustaf Waernelius      | 1872–      |                                                  |

### Lasarettspredikanter
| Ämbetstid | Namn                     | Levnadstid | Övrigt                                       |
| --------- | ------------------------ | ---------- | -------------------------------------------- |
| 1866      | Wilhelm Erik Aspegrén    |            | Senare kyrkoherde i Motala församling.       |
| 1875      | Karl August Ydén         |            | Senare kyrkoherde i Målilla församling.      |
| 1889      | Ernst Richard Peterson   |            | Senare kyrkoherde i Skärkinds församling.    |
| 1893      | Gustaf Oskar Lundborg    |            | Senare kyrkoherde i Bankekinds församling.   |
| 1895      | Axel Fredrik Dervinger   |            | Senare kyrkoherde i Loftahammars församling. |
| 1917      | Per Hugo Leonard Ulander |            | Senare kyrkoherde i församlingen.            |

## Organister, kantorer och klockare
Lista över organister.
| Ämbetstid | Namn                      | Levnadstid | Övrigt                    |
| --------- | ------------------------- | ---------- | ------------------------- |
| 1590      | Frantz Zander             |            | Organist                  |
| 1634–1678 | Simon Valentinson         | –1678      | Organist                  |
| 1680      | Knut Larsson              |            | Organist                  |
| 1688-96   | Peter Petersson           | –1698      | Organist                  |
| 1693–1700 | Simon Zietman             | –1700      | Organist                  |
| 1700–1716 | Johan Gotslieb Besoldius  | –1732      | Organist                  |
| 1732      | Olof Trulsson             |            |                           |
| 1745–1755 | Olof Carling              | 1713–1755  | Klockare och kantor       |
| 1749–1753 | Peter Rothsten            | 1727-1780  | Organist                  |
| 1763      | Johan Sjögren             |            | Organist                  |
| 1784–1815 | Olof Carling              | 1755–      | Organist och tullskrivare |
| 1815–1817 | Eric Liljeberg            | 1789–      | Vice organist             |
| 1817–1829 | Eric Magnus Lagerqvist    | 1787–1829  | Organist                  |
| 1832–1860 | Axel Wilhelm Ahlstedt     | 1812–      | Klockare och organist     |
| 1885      | Johan Peter Frans Törnell |            | Organist                  |
| 1894      | Albert V Gustafsson       |            | Organist                  |
| 1951–1964 | Anders Hedenström         | 1907–1988  | Organist.                 |

### Klockare
| Ämbetstid | Namn              | Levnadstid   | Övrigt   |
| --------- | ----------------- | ------------ | -------- |
| 1662–1664 | Oluf Springfoldt  |              | Klockare |
| 1665–1679 | Oluf Larsson      | ca 1624–1688 | Klockare |
| 1688–1707 | Ingmar Bengtsson  | ca 1643–1707 | Klockare |
| 1708–1710 | Johan Wennerberg  | 1682–1710    | Klockare |
| 1715–1745 | Jöns Carling      | ca 1686–1745 | Klockare |
| 1745–1755 | Olof Carling      | 1713–1755    | Klockare |
| 1755–1775 | Eric Högvall      | –1775        | Klockare |
|           | Anders Boman      | 1709–        | Klockare |
|           | Johan Holm        | –1783        | Klockare |
| 1784–1785 | Petter Spångström | 1750–        | Klockare |
| 1786–1788 | Eric Högvall      | 1765–        | Klockare |
| 1810–1821 | Eric Ahlstedt     | 1768–1721    | Klockare |